# Tomopaguropsis
Tomopaguropsis is een geslacht van kreeftachtigen uit de klasse van de Malacostraca (hogere kreeftachtigen).

## Soorten
- Tomopaguropsis ahkinpechensis Lemaitre, Vázquez-Bader, Gracia, 2014
- Tomopaguropsis crinita McLaughlin, 1997
- Tomopaguropsis lanata Alcock, 1905
- Tomopaguropsis miyakei McLaughlin, 1997
- Tomopaguropsis problematica (A. Milne-Edwards & Bouvier, 1893)